# Paracycnotrachelus nietnerii
Paracycnotrachelus nietnerii is een keversoort uit de familie bladrolkevers (Attelabidae). De wetenschappelijke naam van de soort werd in 1860 gepubliceerd door Henri Jekel.